# Gauß-Vorlesung
Die Gauß-Vorlesung ist eine seit 2001, meist zweimal im Jahr vergebene Ehrung der Deutschen Mathematiker-Vereinigung, verbunden mit öffentlichen Vorlesungen für ein breiteres Publikum. Sie ist nach Carl Friedrich Gauß benannt.
Mit der Vorlesung war lange Zeit auch ein weiterer Vortrag zur Mathematikgeschichte verbunden.

## Preisträger
| Jahr | Ort            | Preisträger           | Thema                                                                                  |
| ---- | -------------- | --------------------- | -------------------------------------------------------------------------------------- |
| 2001 | Leipzig        | Gerhard Huisken       | Geometric Analysis and Gravitation                                                     |
| 2002 | München        | Ralph Erskine         | Breaking naval Enigma in Bletchley Park and at Washington D. C. – the lesson for today |
| 2003 | Göttingen      | Thomas Sonar          | Entropie und Dissipation – diskrete Modelle nichtlinearer Transportvorgänge            |
| 2003 | Würzburg       | Karl Sigmund          | Evolutionäre Spieltheorie – zwischen Maximen der Moral und experimenteller Ökonomie    |
| 2004 | Münster        | Isadore Singer        | Refined Index Theory and Chiral Anomalies                                              |
| 2005 | Braunschweig   | Rupert Klein          | Mathematik im Klima des globalen Wandels                                               |
| 2005 | Augsburg       | Günter M. Ziegler     | Extreme geometrische Strukturen: Polyeder, Kachelungen und Kristalle                   |
| 2006 | Bremen         | Stefan Müller         | Oszillationen, Starrheit und Mikrostruktur in modernen Materialien                     |
| 2006 | Dresden        | Penelope Maddy        | A package tour of the philosophy of mathematics                                        |
| 2007 | Freiburg       | Don Zagier            | Zahlentheorie und die Kreiszahl                                                        |
| 2007 | Marburg        | Willi Jäger           | Zellen und Zahlen – Mathematik für die Lebenswissenschaften                            |
| 2008 | Bonn           | John Morgan           | The Poincaré Conjecture and Geometrization of 3-Manifolds                              |
| 2008 | Hamburg        | Bernold Fiedler       | Aus Nichts wird nichts? Mathematik der Selbstorganisation                              |
| 2009 | Magdeburg      | Felix Otto            | Musterbildung und partielle Differentialgleichungen                                    |
| 2009 | Aachen         | Hendrik Lenstra       | Modeling finite fields                                                                 |
| 2010 | Frankfurt/Main | Walter Schachermayer  | Die Dualität des Geldes                                                                |
| 2010 | Jena           | E. Brian Davies       | Platonism in Science and Mathematics                                                   |
| 2011 | Hannover       | Michael Struwe        | Die beste aller möglichen Welten                                                       |
| 2011 | Mainz          | Wolfgang Dahmen       | Compressive Sensing – oder die Kunst der Abkürzung                                     |
| 2012 | Göttingen      | Friedrich Götze       | Der mehrdimensionale zentrale Grenzwertsatz und die Geometrie der Zahlen               |
| 2012 | Halle          | Matthias Kreck        | Codes, Arithmetik und Mannigfaltigkeiten                                               |
| 2013 | Augsburg       | Ben Green             | Muster bei Primzahlen                                                                  |
| 2013 | Gießen         | Jürgen Richter-Gebert | Symmetrie, Ornamente und Computer                                                      |
| 2014 | Karlsruhe      | Robert Ghrist         | The Mathematics of Holes                                                               |
| 2015 | Stuttgart      | Martin J. Gander      | Von Euler bis zu modernem Computing                                                    |
| 2015 | Stuttgart      | Volker Mehrmann       | Was tun, wenn die Bremse quietscht?                                                    |
| 2015 | Münster        | Ingrid Daubechies     | Math helping Art Conservation                                                          |
| 2016 | Dresden        | Nicolas Monod         | 100 Jahre Zweisamkeit – The Banach-Tarski Paradox                                      |
| 2017 | München        | Helmut Pottmann       | Mathematik an der Schnittstelle von Design und Technik                                 |
| 2017 | Kiel           | Werner Ballmann       | Descartes, Euler, Gauß-Bonnet: von flexiblen Flächen zu festen Zahlen                  |
| 2017 | Regensburg     | Cédric Villani        | On triangles, gases, prices and men                                                    |
| 2018 | Oldenburg      | Katrin Wendland       | Spieglein, Spieglein, wie stell ich Dich dar?                                          |
| 2018 | Tübingen       | Caroline Lasser       | Wie bewegen sich Moleküle?                                                             |
| 2019 | Göttingen      | László Székelyhidi    | Schöne Monster in der Mathematik                                                       |
| 2019 | Wuppertal      | Mike Hopkins          | Topology and the Properties of Materials                                               |
| 2021 | Augsburg       | Maryna Viazovska      | The Leech Lattice                                                                      |
| 2021 | Bremen         | Valentin Blomer       | Arithmetik und Analysis im Wechselspiel                                                |
| 2022 | Greifswald     | Ulrike Tillmann       | Daten und Formen                                                                       |
| 2022 | Leipzig        | László Lovász         | Discrete or continuous?                                                                |
| 2023 | Düsseldorf     | Manfred Lehn          | Von schwingenden Pendeln und Hyperkählermannigfaltigkeiten                             |
| 2023 | Bielefeld      | Martin Hairer         | On coin tosses, atoms, and forest fires                                                |
| 2024 | Klagenfurt     | Monique Laurent       | Positivity, Sums of Squares and Optimization                                           |
| 2024 | Erlangen       | Lisa Sauermann        | Von Regenbogen-Kreisen und dem Zufall in der Kombinatorik                              |
| 2025 | Chemnitz       | Karl-Theodor Sturm    | Optimaler Transport, Brownsche Bewegung und Krümmung in nichtglatten Räumen            |
| 2025 | Bochum         | Helmut Hofer          | Floer’s Jungle                                                                         |